# Ономичи
Ономичи (јап. 尾道市) град је у Јапану у префектури Хирошима. Према попису становништва из 2005. у граду је живело 150.225 становника.

## Становништво
Према подацима са пописа, у граду је 2005. године живело 150.225 становника.
| 1995.   | 2000.   | 2005.   |
| ------- | ------- | ------- |
| 159.890 | 155.200 | 150.225 |